# Кашари
Кашари, Кошари — слобода в Ростовській області, Росія.
Адміністративний центр Кашарського району й Кашарського сільського поселення.

## Назва
Спочатку слобода звалася Верхньо-Вільхова (за назвою річки Вільхова). Українська назва Кошари закріпилося за населеним пунктом у 1840-х роках. Наявність на території населеного пункту великих пасовищ з хорошим травостоєм й джерелом водопою давали можливість місцевим україномовним землевласникам містити великі кошари овець. Населений пункт знаходився неподалік від Богучарського шляху, яким скупники худоби (прасоли) ганяли кошари овець. Нерідко вони зупинялися для відпочинку у Верхньо-Вільховій. Вівці заганялися в кошари. Поступово населений пункт стали називати Верхньо-Вільхова — Кошари. Назва Кошари згадується в архівних джерелах з 1843 року.
З 1963 року назва зросійщена на слобода Кашари.

## Історія
Слобода Верхньо-Вільхова вперше згадується з 1790 року. 1790-му році в 62 дворах слободи мешкало 189 душ чоловічої статі і 194 душі жіночої статі селян. У 1839 році побудована церква в ім'я святого Миколи Чудотворця. У 1868 році відкрита церковно-парафіяльна школа. У 1911 році відкрита перша телефонна лінія.
За переписом 1897 року в слободі Кошари було близько 500 дворів. Грамотних чоловіків було 25, жінок — 10 осіб. Тільки один мешканець мав середню освіту. В селі не було бібліотеки. Газети і журнали отримували поміщик й піп. Єдиним громадським закладом був шинок.
Першим головою Кошарського ревкому був Юхим Сиденко. У березні 1919 року до Кошар увійшов Московський полк Червоної армії. Як спротив проти пограбування продрозвесткою восени 1919 року піднялося повстання єфремо-степановських й поздніївських селян. У 1921 році Кошарами пройшли банди Маслака, Антонова, Курочкіна та Махно.. З 1924 року Кошари стали адміністративним центром Кошарського району.
Кошари були звільнені від німців у грудні 1942 року.

## Археологія
Курган, розташований на південній околиці слободи Кашари. Про нього ходить безліч легенд. Раніше вважалося, що тут міг бути заритий золотий скарб, який намагалися відшукати багато шукачі скарбів. Висота кургану поступово зменшувалася, в 1980-х роках з нього стали брати землю екскаватором для реалізації різних господарських потреб. У 1986 році археолог із Санкт-Петербурга Михайло Павлович Чернопицький обстежив район на предмет цікавих об'єктів і звернув увагу на курган, який розташований на околиці Кошар. У 1987 році експедиція почала свої дослідження. В кургані за допомогою бульдозерів і скреперів були зроблені розрізи. У ходячи робіт, фахівці виявили давнє поховання. Одна з особливостей кургану — місце його розташування. Переважна частина курганів була розташована на височинах, а кашарський курган розташовувався поблизу заплави річки. Друга особливість — розміри кургану. Початкова висота становила як мінімум 10 метрів. Цей курган був центральним в групі, було ще три більш низьких кургану, розташованих поблизу. Товщина панцира кургану великих розмірів — до 3 метрів біля основи. Чим вище — тим вона тонше. Панцир кургану зроблений з білої глини, яка відрізняється від тієї глини, яка переважає на території поселення. Швидше за все, вона була завезена. Є підстави вважати, що глина була завезена в обсязі до декількох тисяч тонн. Цей курган був не насипаний, а побудований. На місці кургану знайдено 4 поховання. Знайдено 2 глиняні судини ручної ліпки з орнаментом, маленький астрагал і височное кільце. Тип поховання в могильнику — катакомбний. У дослідників були припущення, що цей могильник датовано першою половиною другого тисячоліття до нашої ери. За станом на 1987 рік археологічна експедиція продовжила свою роботу для складання більш повної картини.

## Географія і клімат
Слобода Кошари розташована на півночі Ростовської області в межах Доно-Донецької височини, в долині річки Вільхова.
Клімат

Тип клімату — вологий континентальний (Dfa — згідно класифікації кліматів Кеппена). Середньорічна температура повітря — 8,1 °C, кількість опадів — 482 мм. Найпосушливіший місяць — лютий (норма опадів — 30 мм). Найвологіший місяць — червень (52 мм).
| Клімат Кашар                                            | Клімат Кашар | Клімат Кашар | Клімат Кашар | Клімат Кашар | Клімат Кашар | Клімат Кашар | Клімат Кашар | Клімат Кашар | Клімат Кашар | Клімат Кашар | Клімат Кашар | Клімат Кашар | Клімат Кашар |
| Показник                                                | Січ.         | Січ.         | Березень     | Кві.         | Травень      | Червень      | Липень       | Серп.        | Сен.         | Окт.         | Листоп.      | Дек.         | Рік          |
| Середній максимум, °C                                   | -3,7         | -3,1         | 2,3          | 14,1         | 22,0         | 26,1         | 28,3         | 27,1         | 20,5         | 12,2         | 4,2          | -0,6         | 12,45        |
| Середня температура, °C                                 | -6,9         | -6,4         | -1,2         | 9,2          | 16,3         | 20,4         | 22,5         | 21,3         | 15,2         | 8,1          | 1,4          | -3,3         | 8,1          |
| Середній мінімум, °C                                    | -10          | -9,7         | -4,6         | 4,3          | 10,7         | 14,7         | 16,8         | 15,6         | 10,0         | 4,0          | -1,4         | -6           | 3,7          |
| Норма опадів, мм                                        | 43           | 30           | 31           | 34           | 43           | 52           | 47           | 39           | 34           | 31           | 46           | 52           | 482          |
| ------------------------------------------------------- | ------------ | ------------ | ------------ | ------------ | ------------ | ------------ | ------------ | ------------ | ------------ | ------------ | ------------ | ------------ | ------------ |
| Джерело: [Архівовано 4 Березня 2016 у Wayback Machine.] |              |              |              |              |              |              |              |              |              |              |              |              |              |

## Населення
| Чисельність населення, осіб | Чисельність населення, осіб | Чисельність населення, осіб | Чисельність населення, осіб | Чисельність населення, осіб | Чисельність населення, осіб |
| 1959                        | 1970                        | 1979                        | 1989                        | 2002                        | 2010                        |
| --------------------------- | --------------------------- | --------------------------- | --------------------------- | --------------------------- | --------------------------- |
| 2424                        | 3318                        | 4089                        | 6340                        | 6302                        | 6529                        |

## Пам'ятки
Кашарський музей історії і краєзнавства працює з 1969 року.